# 普雷兽属
普雷獸属是一属生活在二叠纪晚期俄罗斯的已灭绝的兽孔目动物。属下仅碩大普雷獸（P.maxima）一种，命名于2011年。其模式標本出土於晚二疊紀時期俄羅斯普利地區的下诺夫哥罗德地区，僅有一個長約20cm的頭部。

## 詞源學
碩大普雷獸的屬名指其出土地點，俄羅斯普雷地區（Purly locality），種名 maxima意為“最大的”。